# Bandera piratów
Bandera piracka (ang. Jolly Roger, pol. Wesoły Roger) – bandera wywieszana na maszcie statku w celu identyfikowania się pomiędzy piratami w XVIII wieku (późna część Złotego Wieku Piractwa).
Bandera powszechnie znana jako „Jolly Roger”, przedstawia najczęściej czaszkę i piszczele na czarnym tle. Używana była już w drugiej dekadzie XVIII wieku przez takich piratów jak „Black Sam” Bellamy, Edward England, czy John Taylor.

## Historia

### Zapoczątkowanie nazwy
Nazwa „Jolly Roger”, w odniesieniu do pirackiej bandery, została użyta po raz pierwszy w książce Charlesa Johnsona pt. Historia najsłynniejszych piratów, ich zbrodnicze wyczynki i rabunki (ang. A General History of the Robberies and Murders of the most notorious Pyrates), wydrukowanej w Wielkiej Brytanii w 1724.
Johnson nazwę „Jolly Roger” usłyszał od pirata Bartholomew Roberts w czerwcu 1721, a następnie od kapitana Francis Spriggs w grudniu 1723. Roberts i Spriggs używali tej samej nazwy, choć ich flagi były zupełnie inne, co zasugerowało, że „Jolly Roger” jest potoczną nazwą każdej pirackiej bandery. Ani flaga Robertsa, ani flaga Spriggsa, nie zawierały kości i piszczeli.
Richard Hawkins, który został porwany przez piratów w 1724, zanotował, że piraci używają czarnej flagi z postacią szkieletu przebijającego serce dzidą.
Początek nazwy nie jest do końca znany. „Jolly Roger” w XVII wieku było określeniem jowialnego i beztroskiego mężczyzny, ale w XVIII wieku jego znaczenie całkowicie się zmieniło na rzecz czarnej flagi ze szkieletem lub czaszką. W 1703, angielski pirat John Quelch wieszał flagę „Old Roger” (ang. Stary Roger), co z kolei było przydomkiem diabła.

### Użycie
Statki piratów w trakcie „polowań” pływały pod różnymi narodowymi (fałszywymi) banderami, by tym sposobem zmylić i zbliżyć się do potencjalnej ofiary. Dopiero krótko przed abordażem wznosiły piracką banderę, wykorzystując element zaskoczenia.
Bandera była ważną bronią psychologiczną, która, wraz z reputacją piratów, uchodzących za szczególnie bezlitosnych i okrutnych, tak przerażała napadniętych, że często oddawali oni swój statek wraz z ładunkiem, lub uciekali w popłochu, bez próby podjęcia walki.
Groźne emblematy bandery, kojarzące się z destrukcją i zniszczeniem, były charakterystyczne dla każdego kapitana pirackiej jednostki. Często były kojarzone z jego reputacją lub przedstawiały przesłania i ostrzeżenia kierowane do jego wrogów. Na przykład kapitan Bartholomew Roberts, który wzbogacał się napadami na statki handlowe w okolicach wysp Barbados i Martynika, używał czarnej flagi przedstawiającej figurę pirata (przypuszczalnie siebie samego), która stała na dwóch czaszkach. Pod jedną widniał skrót „ABH” (A Barbadian’s Head), pod drugą „AMH” (A Martiniquan’s Head). Przesłanie było proste: marynarze z tych kolonii nie mogą liczyć na litość, jeśli będą stawiać Robertsowi jakikolwiek opór.

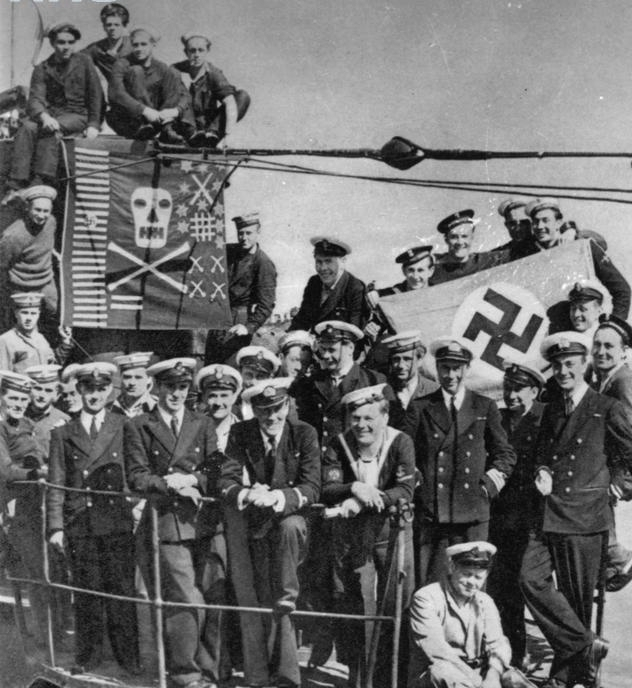
Załoga ORP Sokół z „Jolly Roger” w Gibraltarze.

Często używane motywy, jak czaszki lub klepsydry, oznaczały zbliżającą się śmierć załogi atakowanego przez piratów statku, strzały lub dzidy – rychłą i brutalną, a krwawe serca – powolną i bolesną.

### W XX wieku
W brytyjskiej marynarce wojennej „Jolly Roger” stał się ekwiwalentem niemieckiego proporca zwycięstwa wywieszanego na niemieckich okrętach podwodnych podczas ich powrotu do bazy. W tej formie była to czarna flaga z białą czaszką i dwoma skrzyżowanymi piszczelami z doszytymi białymi pasami oraz gwiazdami, reprezentującymi sukcesy okrętu podwodnego przy użyciu – odpowiednio – torped lub działa. Praktyka ta została zapoczątkowana w pierwszych tygodniach I wojny światowej przez Maxa Hortona, gdy dowodząc w stopniu kapitana marynarki brytyjskim HMS E9 zatopił krążownik lekki SMS „Hela”, po czym powrócił do Harwich z flagą „Jolly Roger” wywieszoną na swoim peryskopie, bez wątpliwości, jako ironiczne nawiązanie do postrzegania wówczas w konwencjonalnej marynarce (tzn. marynarce nawodnej) załóg okrętów podwodnych jako piratów. Podczas swojego drugiego patrolu, Horton zatopił niszczyciel i powrócił do portu z wywieszonymi dwoma „Jolly Roger”.
Nie wszyscy brytyjscy dowódcy przyjęli praktykę wywieszania „Jolly Roger”, jednak zwyczaj ten stał się powszechny na obszarze Morza Śródziemnego – zwłaszcza wśród okrętów bazujących na Malcie, gdzie pirackie flagi o wymiarach 12 × 18 cali (30,48 × 45,72 cm) zostały szybko wyhaftowane przez zakonnice.
Po drugiej wojnie światowej do tej tradycji wrócił HMS „Conqueror”, który podczas powrotu do macierzystego portu po zakończeniu działań w wojnie o Falklandy wywiesił „Jolly Roger”, jako symbol zatopienia argentyńskiego krążownika „General Belgrano”. Od czasów pierwszej wojny w Zatoce Perskiej flagi tej używają również okręty, które odpaliły w kierunku lądu pociski rakietowe.

## Galeria

Flaga używana przez pirata Edwarda Lowa.
Flaga często nazywana „Jolly Roger”. Była często używana przez Czarnobrodego, ale podobne flagi widziano na masztach Edwarda Lowa i Francisa Spriggsa.
Uznawana jest za flagę Johna Quelcha, ale jej wygląd bliższy jest opisowi flagi Johna Philipsa.
Flaga kapitana Waltera Kennedy’ego (identyczna do tej, której używał Jean Thomas Dulaien).
Pierwsza flaga należąca do Bartholomew Robertsa. Ukazywała go wraz ze Śmiercią trzymających klepsydrę.
Nowsza flaga należąca do Bartholomew Robertsa. Ukazywała go stojącego na dwóch czaszkach, jedna to czaszka mieszkańca Barbadosu (ABH), a druga to czaszka mieszkańca Martyniki (AMH) – były to dwie wyspy, których najbardziej nienawidził.
Flaga, której używał Calico Jack Rackham.
Flaga, której używali „Black Sam” Bellamy i Edward England.
Tradycyjny wygląd flagi, która przypisywana jest piratowi Stede’owi Bonnetowi.
Flaga używana przez pirata Christophera Condenta.
Popularna wersja flagi wieszanej przez Henry’ego Every’ego. Widziano też podobne, ale z czarnym tłem.
Czarna wersja flagi używanej przez Henry’ego Every’ego.
Flaga używana przez pirata Christophera Moody’ego.
Flaga prawdopodobnie używana przez Thomasa Tewa.
Flaga używana przez Richarda Worleya.
Flaga używana przez Emanuela Wynna.
Bandera „Bandanna Roger” używana przez piratów na Karaibach.